# アルバレード・アルナボルディ
アルバレード・アルナボルディ（伊: Albaredo Arnaboldi）は、イタリア共和国ロンバルディア州パヴィーア県カンポスピノーゾ・アルバレードに属する分離集落（フラツィオーネ）。
かつては独立したコムーネであったが、2023年11月18日にカンポスピノーゾと合併してカンポスピノーゾ・アルバレードの一部となった。

## 地理

### 位置・広がり

#### 隣接コムーネ
コムーネとしてのアルバレード・アルナボルディは、以下のコムーネと隣接していた。
- バルビアネッロ
- ベルジョイオーゾ
- ブローニ
- カンポスピノーゾ
- カザノーヴァ・ロナーティ
- リナローロ
- メッツァニーノ
- サン・チプリアーノ・ポー

### 気候分類・地震分類
気候分類では、zona E, 2628 GGに分類される。
また、イタリアの地震リスク階級 (it) では、zona 3 (sismicità bassa) に分類される
。

## 行政

### 分離集落
コムーネとしてのアルバレード・アルナボルディには、以下の分離集落（フラツィオーネ）があった。
- Baselica, Bronzi, Gazzaniga, Lago de' Porci, Mezzagno, Montagna, Moranda, Valle